# Прича са западне стране (филм из 1961)
Прича са западне стране (енгл. West Side Story) је амерички љубавно-драмски мјузикл филм из 1961. године, у режији Роберта Вајза и Џерома Робинса. Сценарио је написао Ернест Леман на основу истоименог бродвејског мјузикла из 1957. године, који је инспирисан Шекспировом драмом Ромео и Јулија. Главне улоге тумаче Натали Вуд, Ричард Бејмер, Рас Тамблин, Рита Морено и Џорџ Чакирис. Музику је компоновао Леонард Бернстајн, а текстове је написао Стивен Сондхајм.
Објављен 18. октобра 1961. године, филм је добио високе похвале критичара и публике и постао је филм са највећом зарадом 1961. године. Био је номинован за 11 Оскара, а освојио је 10, укључујући онај за најбољи филм (уз специјалну награду за Робинса), поставши рекордер по броју ових награда за мјузикл. Филм се сматра једним од најбољих мјузикл филмова свих времена. Конгресна библиотека је због „културолошког, историјског или естетског значаја” изабрала филм за чување у Националном регистру филмова Сједињених Држава 1997. године. Друга истоимена филмска адаптација Стивена Спилберга објављена је у децембру 2021. године.

## Радња
У Њујорку 1957. године, две тинејџерске банде се такмиче за контролу над Горњом западном страном. Џетси, белачка група на челу са Рифом, бори се са Ајкулама, Порториканцима предвођеним Бернардом. Поручник Шренк и полицајац Крапки долазе и прекидају их. Џетси изазивају Ајкуле на тучу која ће се одржати након предстојећег плеса.
Риф жели да се његов најбољи пријатељ Тони, суоснивач и бивши члан Џетса, бори уз њих. Риф позива Тонија на плес, а Тони каже да осећа да долази нешто важно. Риф сугерише да би се то могло догодити на плесу и Тони коначно пристаје да оде. У међувремену, Бернардова млађа сестра, Марија, говори својој најбољој пријатељици и Бернардовој девојци, Анити, колико је узбуђена због плеса. На плесу, две банде и њихове девојке одбијају да се помешају. Тони стиже; он и Марија се одмах заљубе, али Бернардо љутито захтева да се Тони држи даље од ње. Риф предлаже поноћни састанак са Бернардом у Доковој продавници како би се утврдила правила туче.
Марија је послата кући; Анита тврди да је Бернардо превише заштитнички настројен према Марији, и они упоређују предности Порторика и Сједињених Држава. Тони се ушуња на Маријине пожарне степенице где они поново потврђују своју љубав. Крапки, који сумња да Џетси планирају нешто, упозорава их да не праве проблеме. Ајкуле стижу, а банде се слажу да се обрачунају следеће вечери испод аутопута, уз тучу песницама један на један. Када Шренк стигне, банде глуме пријатељство. Шренк наређује Ајкулама да изађу и не успева да открије информације о тучи.
Сутрадан у продавници венчаница у којој раде, Анита случајно прича Марији о предстојећој тучи. Тони долази да види Марију. Анита их, шокирана, упозорава на последице ако Бернардо сазна за њихову везу. Марија натера Тонија да обећа да ће спречити тучу. Тони и Марија маштају о свом венчању.
Банде се приближавају подручју испод аутопута. Тони стиже да прекине борбу, али Бернардо му се руга. Не желећи да гледа како понижава Тонија, Риф започиње борбу ножевима. Тони интервенише, што доводи до тога да Бернардо убоде и убије Рифа. Тони убија Бернарда Рифовим ножем и долази до окршаја. Оглашавају се полицијске сирене и сви беже, остављајући лешеве. Марија чека Тонија на крову своје стамбене зграде; долази њен вереник Чино (договорена веридба) и говори јој шта се догодило. Долази Тони и тражи Маријин опроштај, пошто планира да се преда полицији. Марија је схрвана, али потврђује своју љубав према Тонију и тражи од њега да остане.
Џетси и њихов нови вођа, Ајс, поново се окупљају испред гараже и фокусирају се на реаговање полиције. Енибодис долази и упозорава их да Чино јури Тонија са пиштољем. Ајс шаље Џетсе да упозоре Тонија. Ожалошћена Анита улази у стан док су Тони и Марија у спаваћој соби. Љубавници се договарају да се састану код Дока, где ће покупити новац и побећи из града. Анита види Тонија како одлази кроз прозор и прекори Марију због везе са Бернардовим убицом, али Марија је убеђује да им помогне да побегну. Шренк долази и испитује Марију о тучи. Марија шаље Аниту да каже Тонију да је задржана и да тренутно не може да се нађе са њим.
Када Анита стигне до Дока, Џетси је малтретирају и чак покушавају да је силују, када се Док појављује и прекида их. Анита љутито лаже, говорећи да је Чино убио Марију. Док протерује Џетсе, даје Тонију новац за бекство и преноси Анитину поруку. Тони, избезумљен, трчи на улицу, вичући Чиноу да и њега убије. На игралишту поред Докове продавнице, Тони примећује Марију и они трче једно према другом, а Чино пуца и убија Тонија. Банде стижу да пронађу Марију како држи Тонија, који јој умире на рукама. Марија зауставља банде у борби, узима пиштољ од Чина и прети да ће их све упуцати, окривљујући њихову мржњу за све смрти. Стижу Шренк, Крапки и Док, док банде формирају погребну поворку, а Марија је прати. Полиција хапси Чина и одводи га.

## Улоге
- Натали Вуд као Марија, Бернардова млађа сестра и Чинова уговорена вереница,[5] која се заљубљује у Тонија
  - Марни Никсон пружа Маријин певачки глас (такође и Анитин певачки глас у Квинтету)
- Ричард Бејмер као Тони, суоснивач и некадашњи члан Џетса и Рифов најбољи пријатељ, који ради у Доковој продавници и заљубљује се у Марију
  - Џими Брајант пружа Тонијев певачки глас
- Рас Тамблин као Риф, вођа Џетса и Тонијев најбољи пријатељ
  - Такер Смит пружа Рифов певачки глас
- Рита Морено као Анита, Бернардова девојка и Маријина најближа пријатељица
  - Бети Вонд пружа Анитин певачки глас за песму „A Boy Like That”
- Џорџ Чакирис као Бернардо, вођа Ајкула, Маријин старији брат и Анитин дечко
- Сајмон Окланд као полицијски поручник Шренк, сурови детектив у цивилу
- Нед Глас као Док, Тонијев шеф; пристојан, старији јеврејски власник продавнице
- Вилијам Брамли као полицајац Крапки, строги полицајац (Брамли је ову улогу тумачио и у оригиналној бродвејској представи)

| - Такер Смит као Ајс (лик креиран за филм), Рифов поручник; постаје вођа Џетса након Рифове смрти - Тони Морденте као Акција, Џетс кратког фитиља - Дејвид Винтерс као А-Раб, Беби Џонов најбољи пријатељ - Елиот Фелд као Беби Џон, најмлађи члан Џетса; релативно недужан - Берт Мајклс као Сноубој - Дејвид Бин као Тигар - Роберт Банас као Џојбој - Ентони Тиг као Биг Дил - Харви Еванс као Маутпис - Томи Абот као Ги-Тар - Сузан Оукс као Енибодис, мушкарача која жели да буде члан Џетса - Џина Триконис као Грацијела, Рифова девојка - Керол Д'Андреа као Велма, Ајсова девојка - Рита Хајд Д'Амико као Кларис, Биг Дилова девојка - Пат Трибл као Мини, Беби Џонова девојка - Франческа Белини као Деби, Сноубојева девојка - Елејн Џојс као Хотси, Тигрова девојка | - Хосе де Вега као Чино Мартин, Бернардов најбољи пријатељ, који је уговорени Маријин вереник - Џеј Норман као Пепе, Бернардов поручник - Гас Триконис као Индио, Пепеов најбољи пријатељ - Еди Версо као Хуано - Џејми Роџерс као Локо - Лари Рокемор као Роко - Роберт Томпсон као Луис - Ник Ковачевић као Торо - Руди дел Кампо као дел Кампо - Андре Тајир као Чиле - Ивон Вајлдер као Консуелно, Пепеова девојка - Сузи Кеј као Розалина, Индиова девојка - Џоан Мија као Франсиска, Торова девојка - Марија Хименез Хенли као Тересита, Хуанова девојка - Луси Стоун као Естела, Локова девојка - Оливија Перез као Маргарита, Рокова девојка |

## Музичке нумере
| Први чин 1. „Overture” – Оркестар 2. „Prologue” – Оркестар 3. „Jet Song” – Риф и Џетси 4. „Something's Coming” – Тони 5. „Dance at the Gym: (Blues, Promenade, Mambo, Cha-cha, and Jump)” – Оркестар 6. „Maria]]” – Тони 7. „America” – Анита, Бернардо, Ајкуле и њихове девојке 8. „Tonight” – Тони и Марија 9. „Gee, Officer Krupke” – Риф и Џетси 10. „Maria (violin)” – Оркестар | Други чин 1. „I Feel Pretty” – Марија, Консуело, Розалина и Франсиска 2. „One Hand, One Heart” – Тони и Марија 3. „Tonight Quintet” – Марија, Тони, Анита, Руф, Бернардо, Џетси и Ајкуле 4. „The Rumble” – Оркестар 5. „Somewhere” – Тони и Марија 6. „Cool” – Ајс и Џетси 7. „A Boy Like That/I Have a Love” – Анита и Марија 8. „Somewhere” (reprise) – Марија 9. „Finale” – Оркестар |

## Продукција
Извршни продуцент Волтер Мириш је ангажовао Џерома Робинса, који је режирао и кореографирао сценску верзију Приче са западне стране. Пошто Робинс није имао претходног филмског искуства, Мириш је ангажовао Роберта Вајза као корежисера и продуцента због његовог „искуства у грубим темама” и његове способности да заврши филмове према буџету и пре рока. Робинс је требало да режира музичке секвенце, док би Вајз управљао драматичним елементима приче. Робинс је прво режирао свој део филма, трошећи много времена на поновна снимања, пробе на сету и разговарајући о поставци са Вајзом. Помоћник директора Роберт Релје скренуо је пажњу на необичан број повреда које су претрпели плесачи. Након 45 дана снимања, филм је каснио 24 дана. Пошто је филм већ премашио буџет, продуценти су одбацили Робинса. Преостале плесне нумере су режиране уз помоћ Робинсових асистената. Препознајући Робинсов значајан креативни допринос филму, Вајз се сложио да Робинса треба потписати као корежисера. Робинс и Вајз су такође остали у контакту и разговарали о продукцији, при чему је Вајз уважио многе Робинсове предлоге о монтажи филма. Наслове и секвенце одјавне шпице дизајнирао је Сол Бас са Елејн Бас. Бас је такође потписан као визуелни консултант за креирање уводне секвенце преко увертире филма.
Снимање на локацији за „Prologue” и „Jet Song” одвијало се на две различите локације на Менхетну у Њујорку. Игралиште које се налази у источној 110. улици, сада Тито Пуенте Веј, између 2. и 3. авеније, послужило је као кулиса за представљање две банде. Западна 68. улица између авеније Вест Енд и Амстердам, три блока северно од заједнице Сан Хуан Хил, пружила је додатни реализам где су банде лутале. Звучне бине у студију Samuel Goldwyn, који се налази у Вест Холивуду, Калифорнија, коришћене су за пробе и студијско снимање.

### Кастинг
Иако је Робинс тражио да 29-годишња Керол Лоренс, Марија из оригиналне представе, добије исту улогу у филму, након што су видели њену екранизацију, продуценти су се сложили да је престара да би играла улогу. Бројни други чланови глумачке екипе из продукција Бродвеја и Вест Енда учествовали су у филму. Тони Морденте, који је играо А-Раба на сцени, добио је улогу Акције у филму, а Џорџ Чакирис, Риф у лондонској сценској продукцији, играо је Бернарда у филму. Такер Смит, који се придружио продукцији на Бродвеју неколико месеци у њеном приказивању, играо је Дизела, у филму преименованог у Ајс. Дејвид Винтерс, Беби Џон у оригиналној представи, играо је А-Раба, Елиот Фелд, члан ансамбла и заменик за Беби Џона на Бродвеју, играо је Беби Џона. Џеј Норман, Хуано на сцени, појавио се као Пепе. Своје сценске улоге у филму поновили су Керол Д'Андреа као Велма, Томи Абот као Ги-Тар и Вилијам Брамли као полицајац Крапки.
Елвису Преслију је понуђена улога Тонија, али је његов менаџер, пуковник Том Паркер, одбио ову улогу. Остали који су разматрани за ту улогу су Рас Тамблин, Ворен Бејти, Берт Рејнолдс, Ричард Чејмберлен и Роберт Редфорд. Рејнолдс је сматран „превише чврстим” за ту улогу. Веровало се да је Чејмберлен „превише зрео” за улогу. Тамблин је импресионирао продуцента Роберта Вајза и добио је споредну улогу Рифа. На крају, Ричард Бејмер је добио улогу Тонија.
Натали Вуд је снимала Сјај у трави са Вореном Бејтијем и била је у љубавној вези са њим. Продуценти је у то време нису разматрали за улогу Марије. Када је разматрао Бејтија за улогу Тонија, Роберт Вајз је затражио узорак његовог рада. Међутим, након што су видели снимак из Сјаја у трави, продуценти су одлучили да је његова колегиница Натали Вуд савршен избор за Марију, али Бејти није био прикладан за улогу Тонија. Џил Сент Џон, Одри Хепберн, Дајана Бејкер, Елизабет Ешли, Сузан Плешет и Анђела Доријан биле међу многим глумицама које су разматране за улогу Марије у филму.

### Монтажа
Томас Стенфорд је освојио Оскара за најбољу филмску монтажу за свој рад на Причи са западне стране. Филм је наведен као 38. најбоље монтиран филм свих времена у анкети чланова Удружења филмских монтажера из 2012. године. Критичари су посебно похвалили плесне секвенце. У књизи Луиса Ђанетија Разумевање филмова, он пише: „Мјузикли се често монтирају у радикално формалистичком стилу, без потребе да се поштују конвенције резања обичних драмских филмова. Монтажа Приче са западне стране је веома апстрактна. Музичке... и плесне нумере... су монтиране заједно ради максималног естетског утицаја, а не да проследе причу. Ни кадрови нису повезани неким принципом тематске асоцијације. Уместо тога, кадрови су супротстављени првенствено због њихове лирске и кинетичке лепоте, донекле налик музичком споту”. У својој ретроспективној рецензији, Роџер Иберт је такође издвојио плесне сцене као изванредне. Робинс је учествовао у монтажи музичких нумера заједно са Стенфордом, Робертом Вајзом и Волтером Миришом. Његове белешке за Стенфорда наглашавале су да би монтажа требало да открије емоције ликова чак и ако би то угрозило плес. Цитат Ђанетија изнад указује да белешке нису снажно утицале на коначне резове плесних нумера.

## Пријем

### Зарада
Филм је по објављивању остварио комерцијални успех. Постао је филм са највећом зарадом 1961. године, са изнајмљивањима од 19.645.000 долара у Сједињеним Државама и Канади. Остао је мјузикл филм са највећом зарадом свих времена све до објављивања филма Моје песме, моји снови 1965. године. Филм је зарадио 44,1 милион долара широм света. Због учешћа у профиту, United Artists је остварио профит од само 2,5 милиона долара на филму.

### Критике
Прича са западне стране се сматра једним од најбољих мјузикл филмова икада снимљених. На сајту Rotten Tomatoes има рејтинг одобравања од 92% на основу 115 рецензија, са просечном оценом од 8,4/10. Критички консензус сајта наводи: „Подстакнута сјајном режијом Роберта Вајза, партитуром Леонарда Бернстајна и текстовима Стивена Сондхајма, Прича са западне стране остаје можда најкултнија од свих Шекспирових адаптација на великом платну”.
Босли Краутер из новина The New York Times је написао да је „премештање [приче] са сцене на платно реконструише њен фини материјал у биоскопско ремек-дело”. Витни Вилијамс из часописа Variety је такође имао позитиван утисак, написавши: „Технички, ово је сјајно; употреба боја је заслепљујућа, рад камере је често узбудљив, монтажа је брза са драматичним снимцима, продукцијски дизајн хвата расположење као и саму акцију”. The Hollywood Reporter га је назвао „величанственом представом, прекретницом у филмским мјузиклима, хитом на благајнама. Толико је добар да су суперлативи сувишни. Треба напоменути да филмски мјузикл, једина драмска форма која је чисто америчка и чисто холивудска, никада боље није урађен”. Насупрот томе, Полин Кејл је исмевала филм као „помахнитали хокум”, осуђујући да је дијалог „болно старомодан и безобразан” и да је плес био „умирујући, болесно романтичан балет”.
Пишући 2004. године, Роџер Иберт је сврстао филм на своју листу „Сјајних филмова”: „Плес је изванредан, а неколико песама су се доказале тиме што су постале стандард, а постоје тренуци запањујуће моћи и истине. Прича са западне стране остаје обележје музичке историје. Али да је драма била тако оштра као кореографија, да су главне изведбе одговарале Морениној жестокој концентрацији, да су банде биле опасније и мање као лоши момци, да је крај био испоручен на патетици и трагедији оригинала, не може се рећи шта је могло уследити”.

## Награде и признања
Филм је освојио 10 Оскара (укључујући најбољи филм), чиме је постао мјузикл филм са највише ових награда. Био је то први филм у коме су двојица људи поделили Оскара за најбољу режију, а Роберт Вајз је победио у категоријама за најбољи филм и најбољу режију.
| Награда                                       | Категорија                                                                           | Номиновани                                                              | Исход      |
| --------------------------------------------- | ------------------------------------------------------------------------------------ | ----------------------------------------------------------------------- | ---------- |
| Оскар                                         | Најбољи филм                                                                         | Роберт Вајз                                                             | Освојено   |
| Оскар                                         | Најбољи режисер                                                                      | Роберт Вајз и Џером Робинс                                              | Освојено   |
| Оскар                                         | Најбољи споредни глумац                                                              | Џорџ Чакирис                                                            | Освојено   |
| Оскар                                         | Најбоља споредна глумица                                                             | Рита Морено                                                             | Освојено   |
| Оскар                                         | Најбољи адаптирани сценарио                                                          | Ернест Леман                                                            | Номинација |
| Оскар                                         | Најбоља сценографија у боји                                                          | Борис Левен и Виктор А. Гангелин                                        | Освојено   |
| Оскар                                         | Најбоља фотографија у боји                                                           | Данијел Л. Фап                                                          | Освојено   |
| Оскар                                         | Најбоља костимографија у боји                                                        | Ајрин Шараф                                                             | Освојено   |
| Оскар                                         | Најбоља монтажа                                                                      | Томас Стенфорд                                                          | Освојено   |
| Оскар                                         | Најбоља оригинална музика                                                            | Сол Чаплин, Џони Грин, Ирвин Костал и Сид Рамин                         | Освојено   |
| Оскар                                         | Најбољи микс звука                                                                   | Фред Хајнс и Гордон Е. Сојер                                            | Освојено   |
| Оскар                                         | Почасни Оскар                                                                        | Џером Робинс                                                            | Освојено   |
| Награде БАФТА                                 | Најбољи филм                                                                         | Најбољи филм                                                            | Номинација |
| Награде Удружења режисера Америке             | Најбоље режирани играни филм                                                         | Роберт Вајз и Џером Робинс                                              | Освојено   |
| Ексклузивне DVD награде                       | Најбољи програм иза камере (нови за DVD)                                             | Мајкл Арик (за Успомене са западне стране)                              | Номинација |
| Ексклузивне DVD награде                       | Најбољи DVD уопште – класични филмови (укључујући све додатне функције)              | Најбољи DVD уопште – класични филмови (укључујући све додатне функције) | Освојено   |
| Награде Златни глобус                         | Најбољи филм – мјузикл                                                               | Најбољи филм – мјузикл                                                  | Освојено   |
| Награде Златни глобус                         | Најбољи глумац у филму – мјузикл или комедија                                        | Ричард Бејмер                                                           | Номинација |
| Награде Златни глобус                         | Најбољи споредни глумац у филму                                                      | Џорџ Чакирис                                                            | Освојено   |
| Награде Златни глобус                         | Најбоља споредна глумица у филму                                                     | Рита Морено                                                             | Освојено   |
| Награде Златни глобус                         | Најбољи режисер                                                                      | Роберт Вајз и Џером Робинс                                              | Номинација |
| Награде Златни глобус                         | Нова звезда године – глумац                                                          | Ричард Бејмер                                                           | Номинација |
| Награде Златни глобус                         | Нова звезда године – глумац                                                          | Џорџ Чакирис                                                            | Номинација |
| Награде Греми                                 | Најбољи саундтрек албум или снимак оригиналне глумачке екипе из филма или телевизије | Сол Чаплин, Џони Грин, Ирвин Костал и Сид Рамин                         | Освојено   |
| Награде Ловор                                 | Најбољи мјузикл                                                                      | Најбољи мјузикл                                                         | Освојено   |
| Награде Ловор                                 | Најбољи споредни глумац                                                              | Џорџ Чакирис                                                            | Номинација |
| Награде Ловор                                 | Најбоља споредна глумица                                                             | Рита Морено                                                             | Освојено   |
| Награде Ловор                                 | Најбоља фотографија у боји                                                           | Данијел Л. Фап                                                          | Освојено   |
| Награде Ловор                                 | Најбоља музика                                                                       | Сол Чаплин, Џони Грин, Ирвин Костал и Сид Рамин                         | Номинација |
| Национални одбор за рецензију филмова         | Топ десет филмова                                                                    | Топ десет филмова                                                       | 3. место   |
| Национални одбор за очување филмова           | Национални регистар филмова                                                          | Национални регистар филмова                                             | Укључен    |
| Награда Удружења њујоршких филмских критичара | Најбољи филм                                                                         | Најбољи филм                                                            | Освојено   |
| Награда Удружења њујоршких филмских критичара | Најбољи режисер                                                                      | Роберт Вајз и Џером Робинс                                              | Номинација |
| Награде Удружења продуцената Америке          | Галерија славних – филмови                                                           | Галерија славних – филмови                                              | Освојено   |
| Награде Сант Хорди                            | Најбољи страни филм                                                                  | Роберт Вајз и Џером Робинс                                              | Освојено   |
| Награде Сателит                               | Најбоље класично DVD издање                                                          | Најбоље класично DVD издање                                             | Освојено   |
| Награде Удружења сценариста Америке           | Најбоље написани амерички мјузикл                                                    | Ернест Леман                                                            | Освојено   |

Листе Америчког филмског института:
- 100 година АФИ-ја... 100 филмова – #41
- 100 година АФИ-ја... 100 љубавних прича – #3
- 100 година АФИ-ја... 100 песама:
  - „Somewhere” – #20
  - „America” – #35
  - „Tonight” – #59
- АФИ-јеви најбољи филмски мјузикли – #2
- 100 година АФИ-ја... 100 филмова (10. годишњица) – #51

Глумачка екипа филма појавила се и награђена је на 50. годишњици Приче са западне стране на Филмском фестивалу Вентура 2011. године.

## Музика
Леонард Бернстајн је био незадовољан оркестрацијом за филм, која је била дело Сида Рамина и Ирвина Костала, који су оркестрирали оригиналну бродвејску продукцију. Та представа је била оркестрирана за отприлике 30 музичара; за филм, United Artists им је дозволио да их утроструче, укључујући шест саксофона, осам труба, пет клавира и пет ксилофона. Бернатајн ју је сматрао „препотентном и лишеном текстуре и суптилности”.
Стивену Сондхајму, коме се није допао редослед песама у бродвејској верзији, пре туче је поставио песму „Gee, Officer Krupke” уместо песме „Cool” која је отпевана после туче; песма „I Feel Pretty” је такође отпевана пре туче уместо после. Поред тога, песма „America” певана је између две љубавне песме „Maria” и „Tonight”, уместо да се ове две љубавне песме певају узастопно. Иако се помињао у ранијим скриптама, балет из снова „Somewhere” није био добро дефинисан за филм и остављен је у позадини да би га Робинс замислио и извео пред крај снимања. Пошто је Робинс разрешен дужности усред продукције, плесна секвенца је елиминисана. „Somewhere” је остављен за певање Тонија и Марије у њеној спаваћој соби. Изостављене су и репризе стихова, посебно у песмама „One Hand, One Heart„ и „A Boy Like That”. Неки текстови су промењени како би се избегла цензура, посебно у песмама „Jet Song”, „Gee, Officer Krupke”, „America” и „Tonight Quintet”. Чак је и фраза „Од колевке до гроба, сперме до црва” између Рифа и Тонија морала да се замени са „Од колевке до гробнице, рођење до земље” између Рифа и Тонија на почетку филма и „Један-два-три, један- Два-три" између Рифа и Дизела у квинтету.
Као што је предвиђено њеним уговором, Натали Вуд је унапред снимила своје песме и дозволила продукцијском тиму да одлучи хоће ли ће користити њен глас. Сматрала је да су песме биле изазовне, али јој је дозвољено да сними своје сцене синхронизујући усне са сопственим вокалом и навела је да верује да ће ове верзије бити коришћене, иако су музички супервизори Сол Чаплин и Џони Грин већ одлучили да користе глас Марни Никсон. Наталин певачки глас се чује само током репризе песме „Somewhere” када Тони умре. Иако је Никсонова снимила песме у истим оркестарским сесијама као и Натали, морала је да их поново сними да би се ускладила са Наталиним снимљеним наступима. Чак и једна песма за коју је Нали синхронизовала усне са Никсониним гласом, „One Hand, One Heart”, морала је поново да се сними јер је Наталино усклађивање усана било незадовољавајуће. Када је Марни Никсон сазнала да није потписала уговор за учешће у снимању и захтевала проценат од продаје LP плоча, речено јој је да су сви проценти додељени. Бернстајн јој је дао 0,25% хонорара за албум. Ово је представљало преседан за све будуће „плејбек певаче”.
Бејмерове вокале извео је Џими Брајант. Такер Смит, који је играо Ајса, позајмио је певачки глас Рифу за песму „Jet Song”, уместо Раса Тамблина. Тамблинов лични глас је коришћен за песме „Gee, Officer Krupke” и „Quintet”. Риту Морено је у песми „A Boy Like That” синхронизовала Бети Вонд, јер је песма морала да буде изведена на прениском регистру за њу. Ипак, Моренова је сама отпевала песму „America”. Марни Никсон је отпевала неке Моренине делове за „Quintet” када је болест спречила Риту Морено. Вондова је такође била болесна на дан завршног снимања, па је Никсонова снимила и Анитин део.
За 50. годишњицу изласка филма, Гарт Едвин Сандерленд из канцеларије Леонарда Бернстајна креирао је музику ближу бродвејској верзији која се изводила уживо на пројекцијама филма са уклоњеном партитуром, али са оригиналним вокалом. Премијера партитуре у Њујорку представљена је дворани Дејвид Гефен у Линколн центру, која се у то време звала дворана Ејвери Фишер, изграђена на врху оригиналних филмских локација, које су сравњене са земљом у пројекту урбане обнове касних 1950-их.

## Наслеђе
Године 2009, фотограф Марк Селигер је поново креирао сцене из филма за часопис Vanity Fair под називом West Side Story Revisited, користећи Камилу Бел као Марију, Бена Барнса као Тонија, Џенифер Лопез као Аниту, Родрига Сантора као Бернарда и Криса Еванса као Рифа. Ајкуле су тумачили Минка Кели, Џеј Ернандез, Натали Мартинез, Брендон Т. Џексон и Мелони Дијаз. Џетсе су глумили Ешли Тисдејл, Шон Фарис, Роберт Патинсон, Кам Жиганде, Трилби Гловер, Британи Сноу и Дрејк Бел.
Филм је утицао на музичке спотове песама Мајкла Џексона „Beat It” и „Bad”. Први приказује Џексона као миротворца између две ривалске банде у част његовом омиљеном филму.

## Филм из 2021.
Другу филмску адаптацију мјузикла објавио је 20th Century Studios 10. децембра 2021. у режији Стивена Спилберга, уз кореографију Џастина Пека, и сценарио Тонија Кушнера. Главне улоге тумаче Ансел Елгорт као Тони, Рејчел Зеглер као Марија и Аријана Дебоз као Анита; Рита Морено се вратила као нови лик, Валентина, која је Докова удовица. Добио је седам номинација на 94. додели Оскара, укључујући и најбољи филм, а освојио је једног, за Дебозин наступ.